# تقدیم به همه پسرانی که عاشقشان بودم (فیلم)
تقدیم به همه پسرانی که عاشقشان بودم (به انگلیسی: To All the Boys I've Loved Before) فیلمی محصول سال ۲۰۱۸ و به کارگردانی سوزان جانسون است. در این فیلم بازیگرانی همچون لانا کاندر، نوحا سنتینو، جنا پریش، آنا کاتکارت، تزو ماهرو، کینگ بچ، مادلین آرتور، امیلی بارانک، ایزرائیل بروسارد، جان کوربت، جولیا بنسون ایفای نقش کرده‌اند.
این فیلم بر اساس رمان تقدیم به همه پسرانی که عاشقشان بودم ساخته شده‌است.

## موضوع
با افشا شدن نامه‌های عاشقانه دختری دبیرستانی به نام لارا جین، زندگی اجتماعی او تغییر می‌کند و به همین خاطر تصمیم می‌گیرد تا ....

## داستان
لارا جین کاوی، دختری خجالتی و دانش‌آموز سال سوم دبیرستان، نامه‌هایی عاشقانه به پسرهایی می‌نویسد که به آن‌ها علاقهٔ شدید داشته، اما این نامه‌ها را در کمد اتاقش پنهان می‌کند. یکی از این نامه‌ها مربوط به دوست دوران کودکی‌اش، جاش سندرسون، است؛ کسی که با خواهر بزرگ‌تر لارا جین، مارگوت، رابطه داشته تا زمانی که مارگوت پیش از رفتن به دانشگاه از او جدا شد. با زنده‌شدن احساسات لارا جین نسبت به جاش، او تصمیم می‌گیرد این احساسات را دنبال نکند و در عوض، پس‌نوشتی به نامه‌اش اضافه کرده و آن را به کمد برمی‌گرداند.
شبی، لارا جین هنگام تماشای تلویزیون با خواهر کوچک‌ترش، کیتی، روی مبل خوابش می‌برد. کیتی به اتاق او می‌رود و مجموعه‌نامه‌هایش را پیدا می‌کند. دوشنبهٔ بعد، در مدرسه، لارا جین با پیتر کاوینسکی، یکی از پسرهای دورهٔ راهنمایی که زمانی به او علاقه داشته، روبه‌رو می‌شود. پیتر می‌گوید که نامه‌اش را دریافت کرده، و این باعث می‌شود لارا جین از هوش برود. پس از به‌هوش‌آمدن، جاش را می‌بیند که با نامه‌اش به سوی او می‌آید، و در لحظه‌ای از ترس، لارا جین برای منحرف‌کردن ذهن جاش، پیتر را می‌بوسد و فرار می‌کند.
لارا جین با لوکاس، یکی دیگر از گیرندگان نامه‌ها، روبه‌رو می‌شود و متوجه می‌شود که او همجنس‌گراست. او درمی‌یابد که همهٔ نامه‌ها فرستاده شده‌اند. بعدتر، برای فرار از جاش و پیتر، از خانه بیرون می‌زند، اما پیتر او را تا غذاخوری دنبال می‌کند. لارا جین وضعیت را توضیح می‌دهد و می‌گوید بوسه‌اش تنها برای منصرف‌کردن جاش بوده است.
پیتر پیشنهاد می‌دهد که رابطه‌ای ساختگی بین او و لارا جین شکل بگیرد تا هم دوست‌دختر سابقش، جن، را حسود کند و هم جاش باور کند که لارا جین دیگر علاقه‌ای به او ندارد. لارا جین می‌پذیرد، و طی ماه‌های بعد، همه، از جمله دوستان و خانواده‌هایشان، گمان می‌کنند که آن دو واقعاً با هم رابطه دارند.
با گذشت زمان و با بیشتر شدن معاشرت‌ها، پیتر و لارا جین به‌تدریج دچار احساسات واقعی نسبت به یکدیگر می‌شوند. جن حسادت خود را به پیتر ابراز می‌کند و پیتر در تصمیم‌گیری برای پایان‌دادن به رابطه با لارا جین تردید دارد. در سفر مدرسه به پیست اسکی، پیتر احساساتش را به لارا جین ابراز می‌کند و آن دو در جکوزی با هم می‌بوسند. در پایان سفر، جن به لارا جین می‌گوید که پیتر شب را در اتاق او گذرانده است. او با نشان‌دادن کش موی مورد علاقهٔ لارا جین که از پیتر گرفته، او را اذیت می‌کند.
لارا جین با عصبانیت رابطه را قطع کرده و به خانه بازمی‌گردد، جایی که مارگوت از دانشگاه برگشته است. پیتر برای توضیح می‌آید، اما جاش هم می‌رسد و با او درگیر می‌شود. مارگوت همه‌چیز را می‌شنود و زمانی که می‌فهمد لارا جین زمانی به جاش علاقه داشته، ناراحت می‌شود. اوضاع زمانی بدتر می‌شود که لارا جین پس از بیرون‌کردن هر دو پسر، متوجه می‌شود ویدئویی تحریک‌آمیز از او و پیتر در جکوزی در اینستاگرام منتشر شده است.
لارا جین با مارگوت آشتی می‌کند و آرامش می‌گیرد. کیتی اعتراف می‌کند که او نامه‌ها را فرستاده است. لارا جین که عصبانی است، با توضیح مارگوت آرام می‌شود؛ مارگوت می‌گوید شاید در دلش واقعاً می‌خواسته نامه‌ها را بفرستد، اما از این کار می‌ترسیده است. خواهران یکدیگر را می‌بخشند و ویدئو را از اینستاگرام حذف می‌کنند.
پس از تعطیلات کریسمس، لارا جین می‌بیند که هم‌مدرسه‌ای‌هایش از وجود ویدئو مطلع شده‌اند و حدس می‌زند جن آن را پست کرده است. هنگام رویارویی با جن، او اعتراف می‌کند که تلاش کرده رابطه‌شان را خراب کند، چون احساس کرده لارا جین با بوسیدن پیتر در بازی «بطری بچرخان» چهار سال پیش، به او خیانت کرده است.
لارا جین پس از صحبت با پدرش و دوست صمیمی‌اش کریس، در روابطش بازنگری می‌کند و با جاش آشتی می‌کند. زمانی که در ابراز احساسات واقعی‌اش به پیتر تردید دارد، کیتی یادداشت‌هایی را که پیتر در طول رابطه‌شان نوشته نشانش می‌دهد. لارا جین نزد پیتر می‌رود و او اعتراف می‌کند که عاشق اوست. آن‌ها یکدیگر را می‌بوسند و با هم قدم می‌زنند.
در صحنهٔ میانی تیتراژ، جان آمبروز مک‌کلارن، یکی از پنج گیرندهٔ نامه‌های لارا جین، با دسته‌گلی در دست مقابل در خانه‌اش ظاهر می‌شود.

## بازیگران
- لانا کاندر در نقش لارا جین
  - ایزابل بیچ در نقش لارا جین جوان

- نوحا سنتینو در نقش پیتر ،یکی از عشق های لارا
  - هانتر دیلون در نقش پیتر جوان
- جنا پریش در نقش مارگوت ، خواهر بزرگتر و دوست دختر سابق جاش
- آنا کتکارت در نقش کیتی ، خواهر کوچک لارا جین
- کینگ بچ در نقش گرگ ، دوست صمیمی پیتر
- ترزو ماهورو در نقش لوکاس ، دوست لارا جین و همچنین یکی از عشق‌های سابق او
- مدلین آرتور در نقش کریستین «کریس»، دختر عموی جنویو و بهترین دوست لارا جین
- امیلیا باراناک در نقش جنویو «جن»، دوست سابق پیتر و دوست سابق لارا جین
  - ریس فلمینگ در نقش جنویو جوان
- ایزرائیل بروسارد در نقش جاش ، دوست پسر سابق مارگو و یکی از عشق های سابق لارا جین
  - کریستین مایکل کوپر در نقش جاش جوان
- جان کوربت در نقش دکتر دانیل «دن» کووی، پدر لارا جین
- کلسی ماوما در نقش امیلی، دوست جنویو
- جولیا بنسون در نقش خانم کاوینسکی، مادر پیتر

## دنباله ها
در 2020 دومین فیلم این مجموعه با عنوان تقدیم به همه پسران: پی‌نوشت. من هنوز دوستت دارم منتشر شد و همچنین در 2021 تفیلم سوم با عنوان تقدیم به همه پسران: همیشه و تا ابد، لارا جین منتشر شد.